# Dragomir Vujković
Dragomir „Dragan“ Vujković; kyrillisch: Драгомир „Драган“ Вујковић  (* 4. April 1953 in Subotica) ist ein ehemaliger jugoslawischer Boxer. Er war im Laufe seiner Karriere siebenfacher Jugoslawischer Meister, dreifacher Balkanmeister, zweifacher Mittelmeerspielesieger, Vizeweltmeister und Teilnehmer der Olympischen Spiele 1976 in Montreal. 

## Boxkarriere
Vujković boxte laut eigener Aussage von seinem 16. bis zum 33. Lebensjahr und bestritt rund 540 Kämpfe. Er boxte für den Club Spartak Subotica und vertrat 13 Jahre die jugoslawische Nationalmannschaft, davon fünf Jahre als Kapitän.
Er wurde 1969 Jugoslawischer Juniorenmeister im Halbmittelgewicht, von 1972 bis 1976 fünfmal in Folge Jugoslawischer Meister im Mittelgewicht, sowie 1977 Jugoslawischer Meister im Halbschwergewicht. Die Balkanmeisterschaft gewann er im Mittelgewicht 1974 in Constanța und 1976 in Zagreb, sowie im Halbschwergewicht 1978 in Athen. 1973 in Athen hatte er Silber im Mittelgewicht gewonnen. Zudem war er Gewinner der Mittelmeerspiele im Mittelgewicht 1971 in Izmir, sowie im Schwergewicht 1979 in Split.
Bei Europameisterschaften erreichte er 1973 in Belgrad und 1975 in Katowice das Achtelfinale, sowie 1977 in Halle (Saale) und 1979 in Köln das Viertelfinale, wobei er jeweils knapp mit 2:3 gegen Ottomar Sachse (1977) und Werner Kohnert (1979) ausschied.
Bei der Weltmeisterschaft 1974 in Havanna gewann er Bronze im Mittelgewicht und bei der Weltmeisterschaft 1978 in Belgrad die Silbermedaille im Schwergewicht; nach Siegen gegen Grzegorz Skrzecz, Atanas Suwandschjew und Jürgen Fanghänel, war er im Finale gegen Teófilo Stevenson unterlegen.
Bei den Olympischen Sommerspielen 1976 in Montreal besiegte er Carlos Betancourt und David Odwell, ehe er im Viertelfinale gegen Luis Martínez ausschied.
Am 23. März 1984 bestritt er in Spanien einen Profikampf und siegte nach Punkten gegen Ali Lukusa (Kampfbilanz: 14-7).

## Sonstiges
Nach seiner Boxkarriere war er in der Gastronomie und für den serbischen Boxverband tätig.